# Färöisk litteratur
Färöisk litteratur är litteratur skriven på färöiska. Grundvalarna för litteraturen lades av V.U. Hammershaimb (1819–1909), som fastslog det färöiska skriftspråket. Färöarna har sedan dess utvecklat stolta traditioner inom barn- och vuxenlitteratur.

## Historia

### Tradering, tidiga år
Innan färingarna fick ett eget skriftspråk, var det en muntlig tradition att berätta historier (sagnir) och att sjunga långa kvad (folkeviser). Kvaden kunde vara på både färöiska och danska och traditionen lever ännu. Man använder inga instrument till den färöiska dansen, utan bara rösten genom att sjunga kvad. 
Någon gång på första hälften av 1800-talet reste diverse lärde runt omkring på öarna och samlade in kvad och annat material, som hade överförts från generation till generation. De blev nerskrivna först med ljudskrift, sedan med det nya färöiska skriftspråket. Jens Christian Svabo (1746–1824) var en av de första, som samlade in färöiska kvad, men de blev inte utgivna då. Omkring 1831 utgav Svend Grundtvig och Jørgen Bloch flera samlingar med färöisk folkvisor (kvæði), bland annat Sandoyarbók, som sjöngs av Johannes Clemensen från Sandoy.

### Standardverk, senare produktion
Utgåvan av Føroya kvæði : corpus carminum Færoensium (CCF), som Svend Grundtvig och Jørgen Bloch samlade på 1800-talet fick stor betydelse för färöisk litteratur. Den har sju band och är en viktig del av det färöiska kulturarvet.
En stor samling av färöiska folkvisor blev utgiven, samlad i bokform, under perioden 1951–1996 av Kristian Matras och Napoleon Djurhuus. Nya färöiska kvad diktades på 1800-talet av bland andra Jens Christian Djurhuus (Ormurin langi) och Joen Danielsen(dk), även känd som Kvívíks-Jógvan (Kópakvæði).

### Modern litteratur
Bland mer sentida författare kan nämnas:
- Janus Djurhuus (1881–1948)
- Poul F. Joensen(dk) (1898–1970)
- Súsanna Helena Patursson (1864–1916)
- William Heinesen (1900–1991)
- Heðin Brú (1901–1987)
- Jørgen-Frantz Jacobsen (1900–1938)
- Jens Pauli Heinesen (1932–2011)
- Jógvan Isaksen (född 1950)